# Championnat de Norvège féminin de football 2018
Navigation
Édition précédente Édition suivante
Le championnat de Norvège féminin de football 2018 est la 32e édition du championnat de Norvège féminin. Les douze meilleurs clubs de football féminin de Norvège sont regroupés au sein d'une poule unique, la Toppserien, où ils s'affrontent deux fois au cours de la saison, à domicile et à l'extérieur.
FK Lyn accède à l'élite.
Le Lillestrøm SK remporte son sixième titre de championne de Norvège et le cinquième consécutivement..

## Les équipes participantes
| \| Agglomération d'Oslo: FK Lyn Vålerenga FD Lillestrøm SK Kolbotn Fotball Røa IL Stabæk FK Avaldsnes IL Klepp IL Arna-Bjørnar SK Trondheims-Ørn IL Sandviken IK Grand Bodø \| Localisation des clubs engagés. |
| Agglomération d'Oslo: FK Lyn Vålerenga FD Lillestrøm SK Kolbotn Fotball Røa IL Stabæk FK Avaldsnes IL Klepp IL Arna-Bjørnar SK Trondheims-Ørn IL Sandviken IK Grand Bodø                                       |

## Compétition

### Classement
Le barème utilisé pour établir le classement est le suivant : 3 points pour une victoire, 1 point pour un match nul et 0 point pour une défaite.
| Rang | Équipe            | Pts  | J  | G  | N | P  | Bp | Bc | Diff |
| ---- | ----------------- | ---- | -- | -- | - | -- | -- | -- | ---- |
| 1    | Lillestrøm SK T   | 61   | 22 | 20 | 1 | 1  | 71 | 15 | +56  |
| 2    | Klepp IL          | 48   | 22 | 15 | 3 | 4  | 39 | 21 | +18  |
| 3    | Arna-Bjørnar      | 39   | 22 | 11 | 6 | 5  | 53 | 26 | +27  |
| 4    | IL Sandviken      | 39   | 22 | 11 | 6 | 5  | 42 | 29 | +13  |
| 5    | Kolbotn Fotball   | 39   | 22 | 11 | 6 | 5  | 34 | 35 | -1   |
| 6    | Vålerenga FD      | 33   | 22 | 10 | 3 | 8  | 36 | 35 | +1   |
| 7    | Røa IL            | 31-1 | 22 | 10 | 2 | 10 | 42 | 42 | 0    |
| 8    | Stabæk FK         | 23   | 22 | 7  | 2 | 13 | 29 | 37 | -8   |
| 9    | Avaldsnes IL      | 21   | 22 | 5  | 6 | 11 | 24 | 38 | -14  |
| 10   | SK Trondheims-Ørn | 18   | 22 | 4  | 6 | 12 | 25 | 48 | -23  |
| 11   | FK Lyn P          | 12   | 22 | 3  | 3 | 16 | 27 | 56 | -29  |
| 12   | IK Grand Bodø     | 8    | 22 | 2  | 2 | 18 | 20 | 61 | -41  |

- Røa IL : 1 point de pénalité pour violation du règlement financier[1]

### Barrage de promotion-relégation
À la fin de la saison, le 11e du championnat affrontera le 2e de deuxième division pour tenter de se maintenir. 
| Date             | Club               | Score | Club               |
| 11 novembre 2018 | FK Lyn             | 1-0   | Grei Kvinner Elite |
| 18 novembre 2018 | Grei Kvinner Elite | 0-4   | FK Lyn             |
| Total            | FK Lyn             | 5-0   | Grei Kvinner Elite |

## Bilan de la saison
| Championnat de Norvège féminin de football 2018        |                          |
| Champion                                               | Lillestrøm SK (6e titre) |
| Dauphin                                                | Klepp IL                 |
| Coupes et trophées                                     |                          |
| Vainqueur Coupe de Norvège                             | Lillestrøm SK            |
| Qualifications continentales                           |                          |
| Ligue des champions féminine de l'UEFA 2019-2020       | Lillestrøm SK            |
| Ligue des champions féminine de l'UEFA 2019-2020       | Klepp IL                 |
| Promotions et relégations                              |                          |
| Promus en Championnat de Norvège féminin de football   | Fotballaget Fart         |
| Relégués en Championnat de Norvège féminin de football | IK Grand Bodø            |